# Coach Snoop
Coach Snoop ist eine Dokumentationsserie des Streamingdienstes Netflix. Sie folgt dem bekannten Rapper Snoop Dogg, wie er sein vor 13 Jahren gegründetes Jugend-Football-Team in South Central in Los Angeles als Trainer und Mentor unterstützt. Mit diesem projekt versucht er Jugendliche von der Straße zu holen und bietet ihnen im Team einen Ausweg durch Sport, Disziplin und Teamgeist.

## Handlung
Die Serie erzählt über die von Straßengewalt geprägten Kindheit von Snoop Dogg in Los Angeles, seinen damaligen Problemen, der Gewalt und seiner Liebe zum American Football, woraus die Idee zur Gründung der „Snoop Youth Football League“ (bereits 13 Jahre vor der Dokumentation) durch die Serie erwuchs, um den Kindern nach der Schule eine Freizeitbeschäftigung zu bieten und sie von der Straße und dem Abrutschen in die Bandenkriminalität und Drogengeschäften fernzuhalten; hierzu werden die Jugendlichen in und um Los Angeles eingeladen mitzumachen, sich einzubringen und sich an die Regel zu halten.
Jede Folge von Coach Snoop beginnt mit einem Monolog von Snoop Dogg und konzentriert sich dann auf ein bestimmtes Spiel oder eine bestimmte Situation im Leben eines oder mehrerer Spieler, zum Beispiel sind viele der Jugendlichen oftmals vernachlässigt bzw. alleingelassen von ihren Eltern, weil die Mutter alleinerziehend und überfordert ist, weil der Vater im Gefängnis ist. Snoop Dogg als weltberühmter Rapper ist Vorbild vieler Jugendlicher und will ihnen als Trainer und Mentor helfen: Geben und Nehmen.

## Zitate
“My past helps me to understand what the youth are going through right now, and it gives me understanding to speak their language.”

„Meine Vergangenheit hilft mir zu verstehen was die Jugend heute durchmacht und durch sie verstehe ich ihre Sprache.“

“Nigga? That's part of my vocabulary, that's a part of a lot of our vocabularies. It was taught to us. […] There used to be a time, if we heard that, we would just fuck you up. But N.W.A made the word a beautiful thing, turned a negative into a positive, created a whole other vision for it to where it's acceptable now. It's a great thing, because it's so hard to change something that's been a part of your culture.”

„Nigga? Das ist Teil meines Vokabulars und es ist Teil ihres Vokabulars. Das wurde uns beigebracht […] Es gab mal eine Zeit, da haben wir die zusammengeschlagen, die uns so genannt haben. Aber N.W.A haben aus dem Wort etwas schönes gemacht, das negative in etwas positives verwandelt, Sie haben eine ganz eigene Version dazu, so dass es heute akzeptabel ist. Das ist großartig, da es so schwer ist, etwas zu verändern, das Teil unserer Kultur ist.“

“He is the strongest he's ever been, mentally and physically. More than all, mentally. You guys have changed my son, and all I can do is just say thank you.”

„Er ist stärker als je zvor, mental und physisch. Vor allem mental. Ihr habt meinen Sohn verändert und alles was ich sagen kann, ist "Danke".“

## Besetzung
Die Hauptfigur der Serie ist Snoop Dogg selbst, der als Cheftrainer und Mentor des Teams auftritt, unterstützt durch das Trainerteam. Der Fokus liegt aber auf den jungen Spielern und ihre Familien, sowie den Assistenten und Trainer, die mit Snoop Dogg zusammenarbeiten, um das Team zu coachen. Darüber hinaus treten der Rapper Jay Rock und der ehemalige NFL-Spieler DeSean Jackson auf sowie ein ehemaliger Spieler der SYFL, der 2017 NFL Top Ten Pick war, John Ross.

## Produktion
Die Idee zur Verfilmung des Teams und des Konzeptes stammt vom Rapper und Musikproduzenten Snoop Dogg selbst, der seit Kleinauf ein großer Football-Fan ist und mit seiner Heimatstadt bzw. Heimatregion Los Angeles seit Jahren sehr verbunden ist und als Kind der Stadt von den Gefahren der vorherrschenden Straßenbandengewalt weiß.

## Kritik
Coach Snoop erhielt wenige Kritiken. Die Zeitung The Daily Texan vergab lediglich zwei von fünf Sternen äußerte sich jedoch lobend über die Serie. Stärken seien die Interviews, die sehr ehrlich und berührend wären und die Porträtierung der Spieler an sich.
16bars.de schrieb: „Wenn auch etwas mit Klischees und typisch amerikanischen Motivationssprüchen gespickt, ist Coach Snoop für jeden Fan auf jeden Fall die Zeit wert. Schnell anschauen, bevor man sich bis zum nächsten Superbowl aus Versehen doch nicht mehr für Football interessiert.“

„Bei "Coach Snoop" handelt es sich aber nicht etwa um eine humorvolle Stoner-Komödie, sondern vielmehr ein herzerwärmendes, realitätsnahes Seriengebilde. Wir erleben Snoop Dogg außerhalb seiner Rapper-, Schauspieler- (naja, mehr oder weniger) und allgemeinen Geschäfts-Karriere – beim Coachen eines Football-Teams voller Jugendlicher.“

## Episodenliste
Die Serie wurde ab dem 2. Februar 2018 auf Netflix veröffentlicht. Die erste und bislang einzige Staffel hatte acht Folgen. Eine zweite Staffel ist nicht geplant.
| Nr. | Deutscher Titel       | Originaltitel         | Zusammenfassung | Erstausstrahlung | Deutschsprachige Erstausstrahlung (D) | Regie                           | Drehbuch   |
| --- | --------------------- | --------------------- | --- | ---------------- | ------------------------------------- | ------------------------------- | ---------- |
| 1   | To Live And Die In LA | To Live And Die In LA | Snoop Dogg, der im Armenviertel von Long Beach aufwuchs, redet über seine Kindheit und seine Idee, den benachteiligten Kindern von South Central L.A. mit Sport zu helfen.                                                  | 2. Feb. 2018     | 2. Feb. 2018                          | William J. Saunders, Rory Kaupf | Rory Kaupf |
| 2   | Liebe für das Spiel   | Love Of The Game      | Die familiären Hintergründe zweiter jugendlichen Spieler werden beleuchtet und eine alleinerziehende Mutter begleitet, die das Team unterstützt. Das Team fliegt zu einem Auswärtsspiel nach Seattle.                       | 2. Feb. 2018     | 2. Feb. 2018                          | William J. Saunders, Rory Kaupf | Rory Kaupf |
| 3   | Eine bessere Zukunft  | Making It Out         | Big D, ein guter Freund von Snoop Dogg und ehemaliges Gang-Mitglied, möchte seinem Enkel Sammy ein gutes Vorbild sein und engagiert sich und ihn im Team.                                                                   | 2. Feb. 2018     | 2. Feb. 2018                          | William J. Saunders, Rory Kaupf | Rory Kaupf |
| 4   | Der Ort ohne Gnade    | The City With No Pity | Training für die Qualifikation zur Meisterschaft und Probleme der Spieler untereinander und in der Schule sind Thema dieser Folge. Dazu wir ein Blick auf die Probleme mit der Straßenbandengewalt in Los Angeles geworfen. | 2. Feb. 2018     | 2. Feb. 2018                          | William J. Saunders, Rory Kaupf | Rory Kaupf |
| 5   | Im Dunst              | In A Haze             | Die Qualifikation hat geklappt, das Team wächst zusammen. | 2. Feb. 2018     | 2. Feb. 2018                          | William J. Saunders, Rory Kaupf | Rory Kaupf |
| 6   | Vorbilder             | JRole Models          | Ein Vater eines Jungen in Team muss für mehrere Jahre ins Gefängnis, Snoop Doog und das Trainerteam versuchen ihm Trost zu bieten. Das Verhältnis eines Spielers mit seinem Vater wird näher beleuchtet.                    | 2. Feb. 2018     | 2. Feb. 2018                          | William J. Saunders, Rory Kaupf | Rory Kaupf |
| 7   | Abrutschen            | Innocent No More      | Die Saison kommt dem Saisonabschluss näher. | 2. Feb. 2018     | 2. Feb. 2018                          | William J. Saunders, Rory Kaupf | Rory Kaupf |
| 8   | Erfolg im Leben       | The Word Of Life      | Das letzte Spiel Houston, Texas, steht an und Snoop Dogg rekapituliert die Saison und seine Zeit mit „seinen Jungs“, gleichzeitig fragt er sich, was die Zukunft bereit hält.                                               | 2. Feb. 2018     | 2. Feb. 2018                          | William J. Saunders, Rory Kaupf | Rory Kaupf |